# Копаенко, Иван Павлович
Копаенко Иван Павлович (род. 9 сентября 1934, Першоконстантиновка, Одесская область) — советский, украинский и российский живописец и график, член Союза художников Украины с 1968 года. Заслуженный художник Украины с 2006 года, заслуженный деятель искусств АРК с 2000 года. Заслуженный художник России (2020)

## Биография
Родился 9 сентября 1934 года в селе Першоконстантиновка. В 1957 году окончил Симферопольское художественное училище, в 1964 году — Московский полиграфический институт (преподаватели Валериан Житенёв, Май Митурич, Андрей Гончаров).
Участник всеукраинских, всесоюзных и зарубежных художественных выставок с 1965 года. Персональные — в Симферополе (1965—1966, 1975, 1997, 2004, 2009), Севастополе (1976), Бахчисарае (2005).
После аннексии Крыма Россией принял российское гражданство, стал членом Крымского республиканского отделения Всероссийской творческой общественной организации «Союз художников России». В 2020 году был удостоен почётного звания Заслуженный художник России.
Живёт в Симферополе, в доме на улице Киевской.

## Творчество
Работает в области станковой и книжной графики. Автор тематических картин, пейзажей. Произведения:
графика
- Серии — «Карпаты» (1959), «Аварские мотивы» (1966—1969), «Солнечные горы» (1967), «Была война» (1968), «Море и горы» (1969), «Морской камень» (1969—1970), «Литературными местами Крыма» (1971), «Крымские пейзажи» (1975); «В Алупке» (1965), «Вечерние горы Судака» (1966), «Береговой хребет» (1967), «Автопортрет» (1969), «Можжевельники на каменистом берегу» (1970), «Лесная дорога» (1979), «Белые скалы Тарханкута» (1980), «В Западном Крыму» (1984), «Морской пейзаж» (1989), «Гурзуф» (1990);
- Циклы — «Тарханкут» (1970—1971), «Дагестан» (1972), «Воспоминания о севере» (1974; 2004), «Земля и люди Крыма» (1975), «Башкирские встречи» (1983—1984), «Полесье. Белоруссия» (1985), «Черное море» (1988—1989), «Поездка в Коктебель» (2000—2001);

живопись
- «Лесная дорога», «Лесной заповедник» (оба — 1979), «Кружево октября» (1989), «Над Форосом» (1997), «Коктебельский залив» (2008), «Янычары» (2009);
- триптихи «Памяти Перекопа» (1967), «Поклон православию» (1997—2003).